# Siljan
 Denne artikel omhandler den norske kommune Siljan. Opslagsordet har også en anden betydning, se Siljansøen.
Siljan er en kommune i Vestfold og Telemark i Norge. Den har et areal på 216 km² og har 2.362 indbyggere.
(2006). Den grænser i nord til Kongsberg, i øst til Lardal, i sydøst til Larvik, i syd til Porsgrunn og i vest til Skien og er en del af det område, som hedder Grenland. Højeste punkt er Rådmannen, 646 m.o.h.
Mere end halvdelen af arbejdsstyrken i Siljan arbejder i nabokommunerne Skien, Porsgrunn og Larvik.